# Bar Luiz

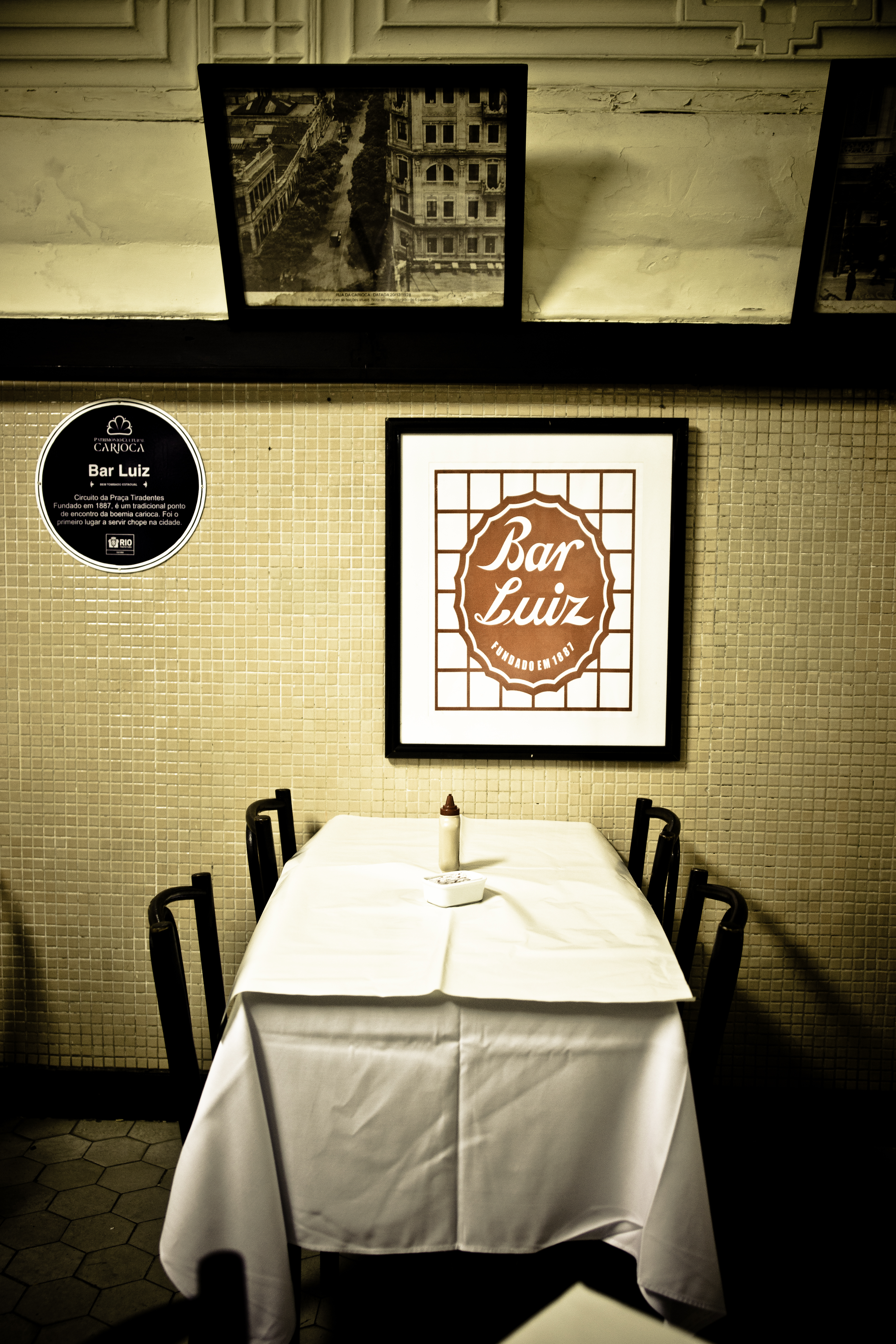
Placa de patrimônio cultural no Bar do Luiz, fundado em 1887.

O Bar Luiz foi um dos bares mais tradicionais e antigos do Brasil, com uma história que remonta ao século XIX. Fundado em 3 de janeiro de 1887, no Centro da cidade do Rio de Janeiro, o estabelecimento manteve-se em funcionamento ininterrupto por mais de um século, tornando-se um símbolo da cultura carioca. No entanto, após enfrentar dificuldades financeiras, o bar teve sua falência decretada pelo Tribunal de Justiça do Rio de Janeiro em 2022. A marca foi adquirida recentemente em leilão por empresário dono da rede Belmonte.

## História
O Bar Luiz foi fundado por Jacob Wendling na Rua da Assembleia, número 102, sob o nome de Zum Schlauch ("À Mangueira" ou "À Serpentina" em alemão). O nome fazia referência ao sistema de serpentinas imersas em gelo que resfriavam o chope antes de ser servido. Considerado a primeira cervejaria da cidade – e possivelmente do Brasil –, o bar rapidamente se tornou um ponto de encontro popular.
Em 1901, devido a problemas com a renovação do aluguel, o bar mudou-se para o número 105 da mesma rua e passou a se chamar Zum Alten Jacob ("Ao Velho Jacob"), uma homenagem ao fundador, que se retirava dos negócios. A direção foi assumida por Adolf Rumjaneck, afilhado de Jacob.

#### Transformações e personalidades ilustres

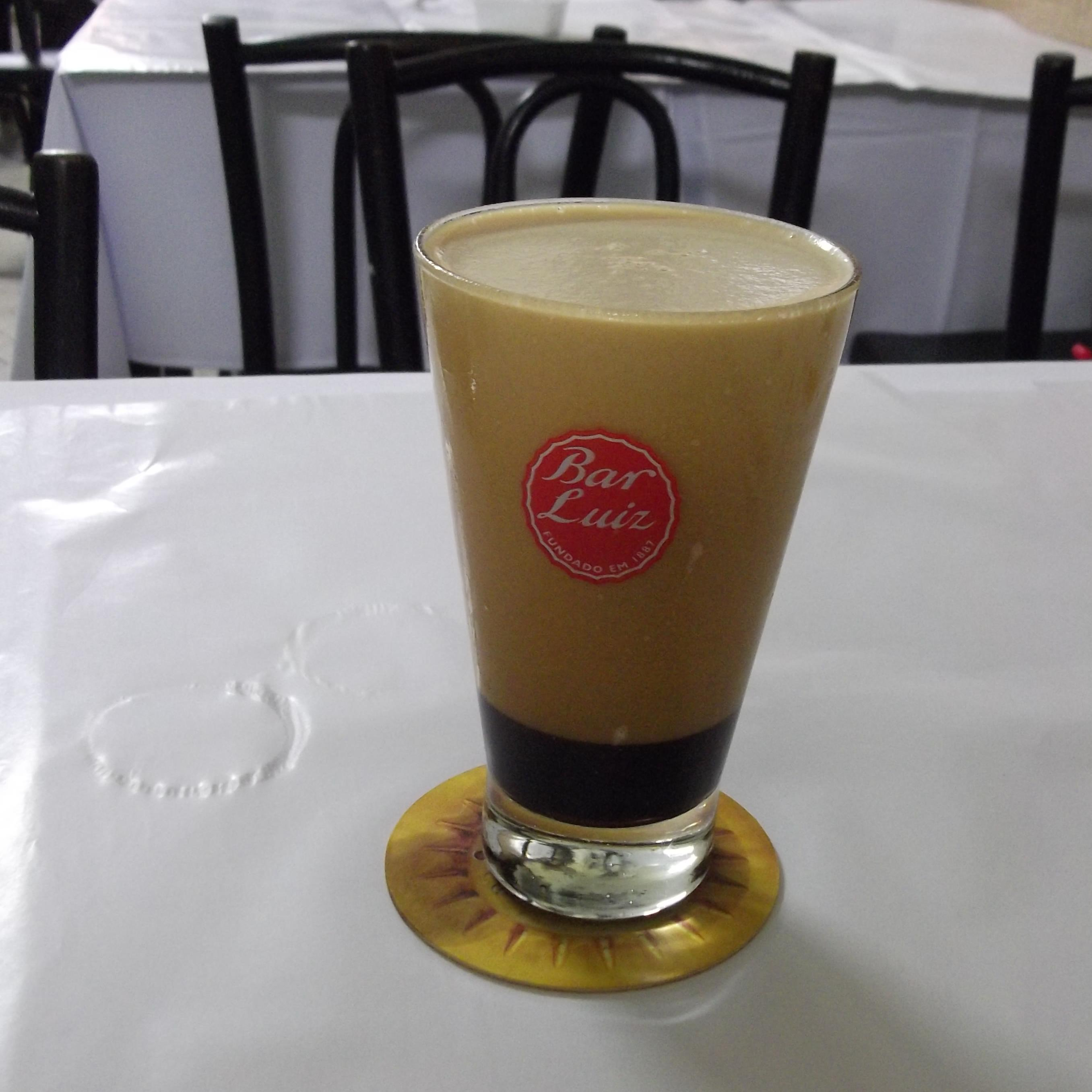
Um copo de chope escuro no Bar Luiz (2011)

Em 1908, com a partida de Jacob para a Suíça, Adolf assumiu o controle do bar. Na época, o estabelecimento era frequentado por figuras ilustres, como os escritores João do Rio e Olavo Bilac. Em 1915, uma lei que valorizava a língua portuguesa obrigou outra mudança no nome, e o bar passou a se chamar Bar Adolph. No entanto, era popularmente conhecido como "Braço de Ferro", devido ao hábito de Adolf de desafiar os clientes para partidas desse "esporte". 
Com a saúde de Adolf fragilizada, o austríaco Ludwig Vöit tornou-se sócio do bar. Após a morte de Adolf em 1926, Ludwig assumiu a direção e a tutela da filha de Adolf, Gertrud Rumjaneck. Em 1927, o bar mudou-se novamente, desta vez para o número 39 da Rua da Carioca, onde permaneceu até o fim de suas atividades. 

#### Ameaças e resistência

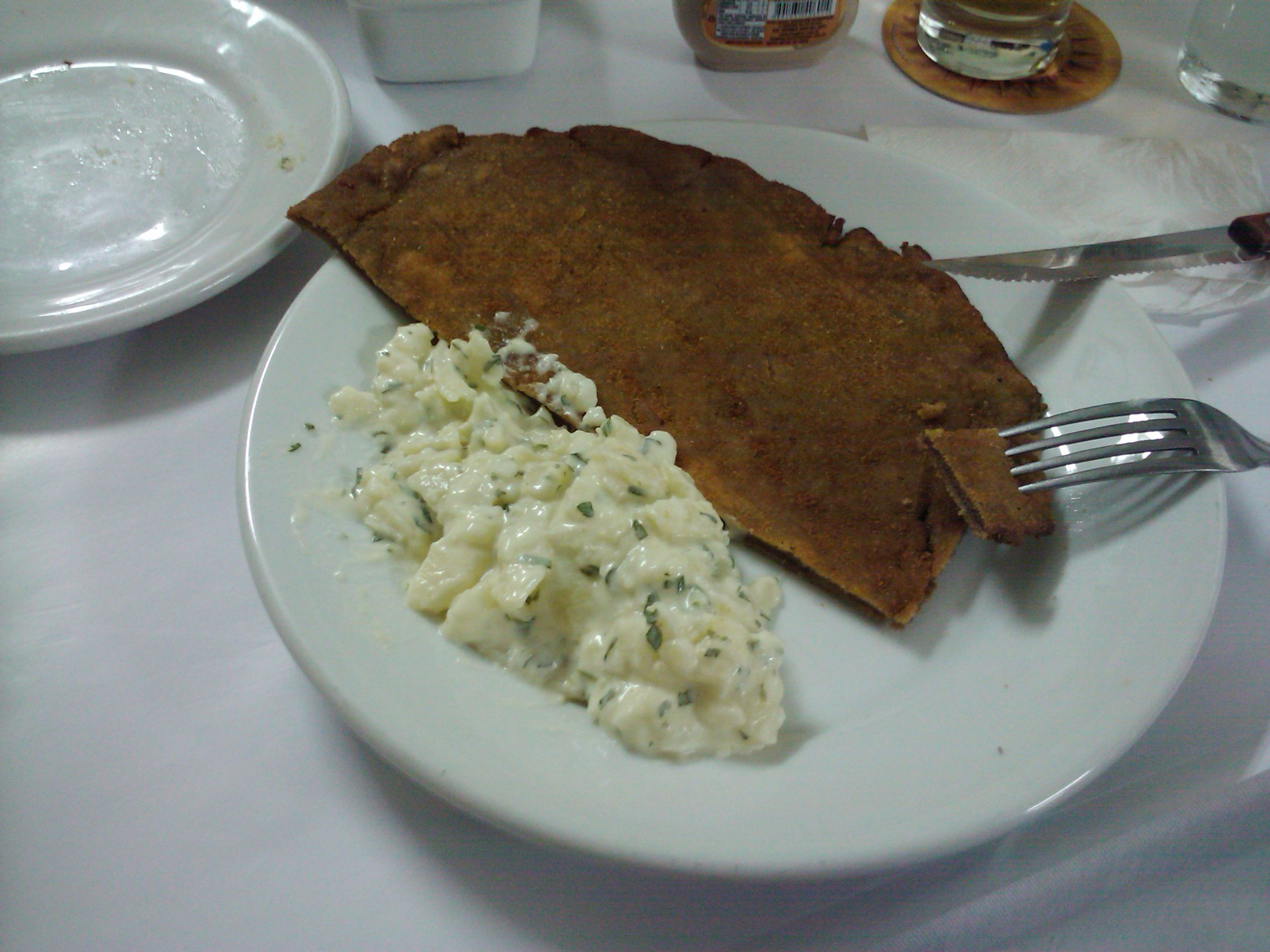
Milanesa e Salada de Batata no Bar Luiz (2010)

Durante a Segunda Guerra Mundial, em 1942, o bar quase foi destruído por estudantes do Colégio Pedro II, que confundiram o nome Adolph com uma homenagem a Adolf Hitler. A intervenção do músico Ary Barroso evitou a tragédia. Como consequência, Ludwig naturalizou-se brasileiro e adotou o nome de Luiz, rebatizando o estabelecimento como Bar Luiz. 

#### Uma tradição familiar
Em 1955, Luiz Vöit afastou-se da direção, que foi assumida por Gertrud e seu marido, Alfons Kurowsky. Após a morte de Alfons, Gertrud e seu filho, Bruno Kurowsky, continuaram à frente do negócio. Na década de 1960, o bar era frequentado por personalidades como Ziraldo, Jaguar e Sérgio Cabral (pai), consolidando-se como um ponto de encontro da intelectualidade e da cultura carioca 

#### Tombamento e desafios modernos
Em 1985, o tombamento da Rua da Carioca pelo Patrimônio Histórico Municipal salvou o Bar Luiz da demolição durante as obras do metrô. Na década de 1990, após o falecimento de Gertrud e Bruno, a administração passou para Rosana Santos, esposa de Bruno. O bar continuou a ser celebrado como "o mais carioca do Rio" e "o melhor chope da cidade".
Em 1999, o Bar Luiz foi homenageado em um samba-enredo da escola de samba Canários das Laranjeiras. Em 2011, foi incluído no Decreto de Cadastro dos Bares Tradicionais, recebendo o status de Patrimônio Cultural da Cidade.

### O fim de uma era
Apesar de sua rica história, o Bar Luiz enfrentou dificuldades financeiras nas últimas décadas. Em 2019, chegou a anunciar seu fechamento, mas uma campanha popular na internet garantiu sua sobrevivência temporária. Em 2020, entrou em recuperação judicial, mas, sem um plano viável, teve sua falência decretada em 2022, marcando o fim de uma era.
Leilão da Marca

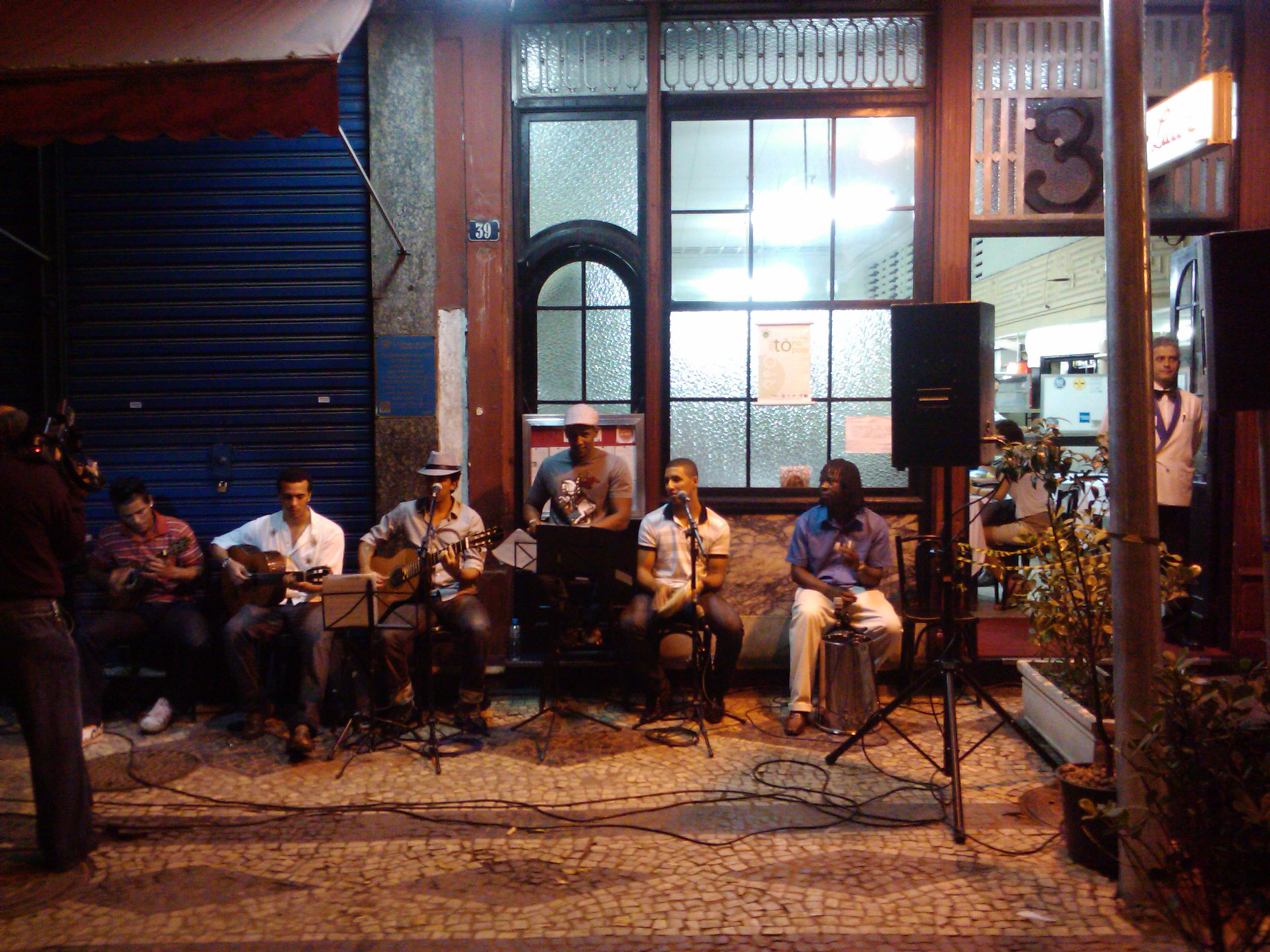
Grupo de Chorinho em frente ao Bar Luiz (2010)

Em 12 de outubro de 2023, a marca "Bar Luiz" foi adquirida em leilão pelo empresário Antônio Rodrigues, dono da rede Belmonte. O leilão teve uma trajetória de redução de valores. Na primeira tentativa, o valor inicial era de R$ 1.189.883,30. Rodrigues arrematou a marca por R$ 380 mil e anunciou planos de reabrir o estabelecimento na Rua da Carioca, onde a prefeitura iniciou recentemente o projeto "Rua da Cerveja".
Antônio Rodrigues é conhecido por revitalizar estabelecimentos históricos. Além da rede Belmonte, ele é proprietário de outros pontos icônicos da cidade, como o Cervantes, o Amarelinho, o Mosteiro e, mais recentemente, reabriu o restaurante japonês Azumi, no Leblon. "O Bar Luiz é um ícone histórico, foi um dos primeiros lugares a servir chope no Rio", comentou Rodrigues. "Vou reabrir na Rua da Carioca e já estou negociando um imóvel na região."